# Powiatul Nowy Targ
Județul Nowy Targ (în poloneză Powiat nowotarski) este o unitate teritorial-administrativă și administrație locală (powiat) în voievodatul Polonia Mică, sudul Poloniei, lîn partea de sud având graniță cu Slovacia.
Județul a fost înființat în data de 1 ianuarie 1999 ca rezultat al reformelor poloneze locale adoptate în anul 1998. Sediul administrativ al județului și cel mai mare oraș este Nowy Targ care este la 67 km spre de capitala regională Cracovia. În județ mai există singur orașele:
- Rabka-Zdrój la 18 km spre nord de Nowy Targ și
- Szczawnica la 35 km spre est de Nowy Targ.

## Județe învecinate
Județul Nowy Targ se învecinează:
- spre nord-vest cu județul Sucha
- spre nord cu județul Myślenice
- la nord-est cu județul Limanowa
- la est cu județul Nowy Sącz
- la sud cu județul Tatra și cu Slovacia.

## Diviziunile administrative
Județul este împărțit în 14 comune (gmina)  (două urbane, una urban-rurală și 11 rurale). Acestea sunt prezentate în tabelul de mai jos, în ordinea descrescătoare a populației.
| Comuna                            | Tip         | Suprafața (km²) | Populația (2006) | Sediu                   |
| Nowy Targ                         | urban       | 51.1            | 33,493           |                         |
| Comuna Nowy Targ                  | rural       | 208.7           | 22,070           | Nowy Targ *             |
| Comuna Czarny Dunajec             | rural       | 218.3           | 21,186           | Czarny Dunajec          |
| Comuna Rabka-Zdrój                | urban-rural | 69.0            | 17,190           | Rabka-Zdrój             |
| Comuna Jabłonka                   | rural       | 213.3           | 16,910           | Jabłonka                |
| Comuna Raba Wyżna                 | rural       | 88.3            | 13,525           | Raba Wyżna              |
| Comuna Szaflary                   | rural       | 54.3            | 10,227           | Szaflary                |
| Comuna Łapsze Niżne               | rural       | 124.8           | 8,785            | Łapsze Niżne            |
| Comuna Ochotnica Dolna            | rural       | 141.0           | 7,921            | Ochotnica Dolna         |
| Comuna Szczawnica                 | urban-rural | 87.9            | 7,334            | Szczawnica              |
| Comuna Czorsztyn                  | rural       | 61.7            | 7,201            | Maniowy                 |
| Comuna Krościenko nad Dunajcem    | rural       | 57.3            | 6,465            | Krościenko nad Dunajcem |
| Comuna Lipnica Wielka             | rural       | 67.5            | 5,592            | Lipnica Wielka          |
| Comuna Spytkowice                 | rural       | 32.2            | 3,979            | Spytkowice              |
| * sediul nu face parte din comune |             |                 |                  |                         |